# Bendin’ in the Wind
Bendin' in the Wind (в переводе с англ. — «Согнутые ветром») — тринадцатый эпизод третьего сезона мультсериала «Футурама». Североамериканская премьера этого эпизода состоялась 22 апреля 2001 года.

## Сюжет
После несчастного случая с консервным ножом Бендера полностью парализовало. Однако в больнице он открывает в себе музыкальные способности и, начав турне по стране в составе фанк-рок группы, становится идолом для сломанных роботов. Фрай находит фургон, принадлежавший хиппи, и вместе с Лилой, Эми и Зойдбергом отправляется вслед за Бендером. Зойдберг лишает их денег, но взамен вырабатывает красивый синий жемчуг, из которого путешественники мастерят бусы на продажу. Во время одного из концертов Бендер снова начинает двигаться, чем вызывает недовольство поклонников.

## Оценки
В своём обзоре на сайте The A.V. Club Зак Хэндлен удостоил эпизод оценки B+, отметив удачное появление Бека в качестве приглашённой знаменитости.